# هیدی راکلس
هیدی راکلس (هلندی: Heidi Rakels؛ زادهٔ ۲۲ ژوئن ۱۹۶۸) جودوکار زن اهل بلژیک بود.
وی در مسابقات کشوری و بین‌المللی در مجموع برندهٔ ۱ مدال برنز شده‌است.